# هيو كينر
هيو كينر هو كاتب كندي، ولد في 7 يناير 1923 في بيتيربوروغ في كندا، وتوفي في 24 نوفمبر 2003 في أثينا في الولايات المتحدة.

## وصلات خارجية
- هيو كينر على موقع ميوزك برينز (الإنجليزية)
- هيو كينر على موقع إن إن دي بي (الإنجليزية)
- هيو كينر على موقع ديسكوغز (الإنجليزية)